# أولغا كاي
أولغا كاي (بالإنجليزية: Olga Kay) هي مصورة سينمائية وممثلة روسية، ولدت في 20 نوفمبر 1982 في القرم في أوكرانيا.

## وصلات خارجية
- الموقع الرسمي
- أولغا كاي على موقع IMDb (الإنجليزية)